# François Gendron (homme politique)
Pour les articles homonymes, voir François Gendron et Gendron.
François Gendron, né le 3 novembre 1944 à Val-Paradis, est un homme politique québécois.
Il est député de la circonscription d'Abitibi-Ouest pour le Parti québécois de l'élection de 1976 jusqu'à celle de 2018. Il détient le record de longévité en tant que député de l'Assemblée nationale du Québec.
Il est plusieurs fois ministre dans les gouvernements du Parti québécois, de 1979 à 1985, de 1994 à 1996, de 2002 à 2003 et de 2012 à 2014. En 2007, il est chef par intérim du Parti québécois.
Il est, du 21 octobre 2008 au 13 janvier 2009, président de l'Assemblée nationale. Du 20 mai 2014 au 23 août 2018, il est le troisième vice-président de l'Assemblée nationale. De 2002 à 2018, il est le doyen de l'Assemblée nationale du Québec. En 2018, il annonce son départ de la vie politique.

## Biographie

### Jeunesse et formation
François Gendron termine en 1966 une formation en pédagogie à l'Université Laval. Durant les premières années de sa carrière, il travaille dans le domaine de l'éducation. Il est enseignant (1966 à 1971), animateur de la vie étudiante (1971 à 1973) puis animateur pédagogique (1973-1976). Durant une bonne partie de sa carrière professionnelle, Gendron s'implique dans le milieu syndical.

### Débuts en politique

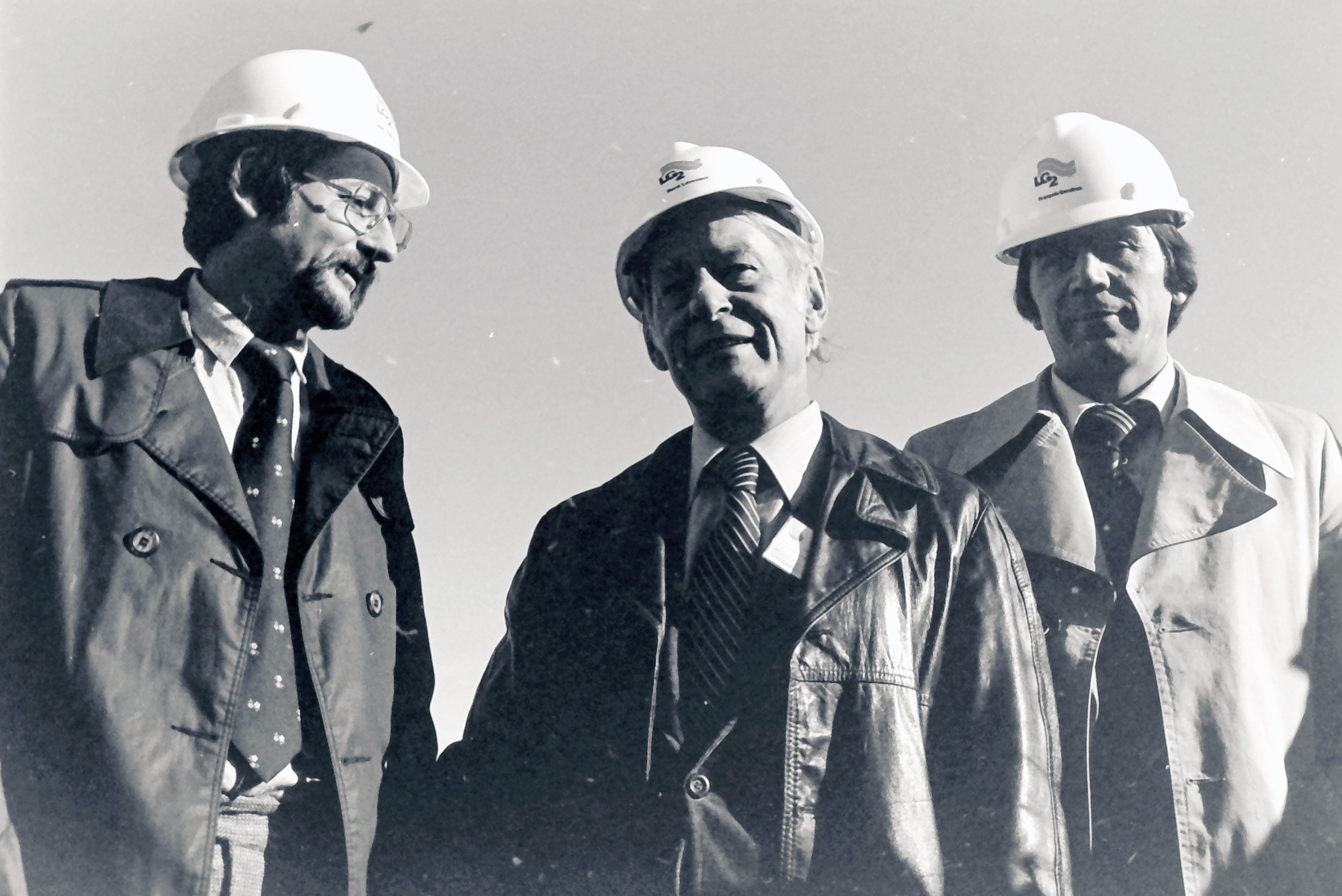
René Lévesque lors de l'inauguration de la centrale de LG2 le 27 octobre 1979. À gauche, Jean-Paul Bordeleau et à droite, François Gendron.

Il est élu en 1973 conseiller municipal du canton de La Sarre.
François Gendron est élu à l'Assemblée nationale lors de l'élection de 1976 en même temps qu'une majorité de candidats péquistes. Il est réélu lors de l'élection suivante. Durant les deux mandats du Parti québécois au gouvernement, Gendron occupe quelques fonctions ministérielles. Il fait son entrée au conseil des ministres en septembre à titre de ministre de la Fonction publique. Il est par la suite successivement ministre d'État à l'Aménagement, ministre responsable de l'Office de planification et de développement du Québec et ministre délégué à l'Aménagement et au Développement régional.
Le 19 décembre 1984, René Lévesque lui enlève ses précédentes responsabilités pour le promouvoir au poste de ministre de l'Éducation. Il n'occupe ce poste qu'un an, soit jusqu'à la défaite du Parti québécois à l'élection de 1985.

### Premier séjour dans l'opposition
De 1985 à 1994, malgré le séjour de son parti dans l'opposition, François Gendron est réélu par les électeurs de sa circonscription. Durant les deux mandats libéraux, il occupe divers postes de porte-parole de l'opposition et siège sur diverses commissions. De 1987 à 1989, il est leader parlementaire de l'opposition officielle.

### Retour au pouvoir
À la suite de l'élection de 1994, le Parti québécois revient au pouvoir et François Gendron est nommé ministre des Ressources naturelles dans le gouvernement de Jacques Parizeau. Il occupe ce poste (de même que celui de leader-adjoint) jusqu'en 1996. Évincé du conseil des ministres par Lucien Bouchard, il est nommé président du caucus des députés du Parti québécois. Il revient au conseil des ministres lorsque Bernard Landry le nomme à nouveau au poste de ministre des Ressources naturelles en 2002.

### Second séjour dans l'opposition
Le 9 mai 2007, il est choisi pour être chef par intérim du Parti québécois à la suite de la démission d'André Boisclair. En contrepartie à son élection, François Gendron promet une absolue neutralité dans la course à la chefferie du parti. Sa victoire est une relative surprise, car on pressentait à ce poste Marie Malavoy, la députée de la circonscription de Taillon[réf. nécessaire].
Le 25 mai 2007, il laisse entendre que le Parti québécois votera contre le premier budget du deuxième gouvernement de Jean Charest. Le 31 mai, il annonce que le PQ n'appuiera pas le budget, mais que son parti enverra seulement trois députés pour aller voter contre lors du vote sur son adoption et ainsi éviter la chute du gouvernement deux mois après son élection. Le budget a été adopté à 46 voix contre 44.
Il est réélu député lors de l'élection de 2008.

### Élection à la présidence de l'Assemblée nationale
Au mois d'octobre 2008, à la suite du départ de Michel Bissonnet, l'Assemblée nationale du Québec est appelée à se choisir un nouveau président.
Le Parti libéral, le Parti québécois et l'Action démocratique du Québec présentent chacun un candidat: Yvon Vallières pour le PLQ, Maxime Arseneau pour le PQ et Marc Picard pour l'ADQ. Mais aucun candidat n'obtient l'appui de la majorité des députés.
Pour mettre fin à l'impasse, l'ADQ propose au Parti québécois d'appuyer d'un commun accord un candidat qui sache faire l'unanimité : François Gendron, doyen de l'Assemblée nationale, figure d'expérience respectée de tous les députés. Cette alliance des partis d'opposition déclenche la colère du Parti libéral et du premier ministre Charest qui, étant minoritaire en chambre, se voit forcé d'accepter le choix des partis d'opposition.
Le 21 octobre, l'Assemblée nationale se prononce: une majorité de députés de l'ADQ et du PQ élisent François Gendron président de l'Assemblée nationale du Québec. Il est le deuxième président dans l'histoire de l'Assemblée nationale à ne pas provenir du parti gouvernemental.
Son passage au poste de président est cependant très bref : le 5 novembre suivant, Jean Charest dissout l'Assemblée nationale et le scrutin du 8 décembre reporte les libéraux au pouvoir, mais avec une majorité de sièges cette fois. Les libéraux sont libres d'élire le président de leur choix; Yvon Vallières devient donc président à la reprise des travaux parlementaires le 13 janvier 2009.

### De nouveau au gouvernement en 2012
Avec les élections de 2012, le Parti québécois reprend le pouvoir sous la direction de Pauline Marois. François Gendron devient vice-premier ministre, ministre de l'Agriculture, des Pêcheries et de l'Alimentation et ministre responsable de la région de l'Abitibi-Témiscamingue dans le gouvernement Marois.

### Fin de sa vie politique
Le 24 février 2018, François Gendron annonce officiellement devant les membres de l'Assemblée générale du Parti québécois de la circonscription d'Abitibi-Ouest son départ de la vie politique en ne se représentant pas pour l'élection générale de 2018. Il quittera ses fonctions de député après les élections d'octobre 2018. Il a représenté en tout les citoyens d'Abitibi-Ouest durant 15 295 jours (41 ans et 10 mois), il détient le record de longévité pour un député de l'Assemblée nationale du Québec.
Crée en 2018, le prix honorifique François-Gendron a été mis sur pied pour récompenser les citoyens d'Abitibi-Ouest s'étant le plus démarqué par leur apport au développement social, économique et culturel dans la région. En raison de la pandémie de Covid-19, les soumissions de candidatures pour la première remise ont commencé en août 2023.
Le 5 mai 2021, en collaboration avec l’auteur Samuel Larochelle, il publie ses mémoires dans un livre, intitulé François Gendron, 42 ans de passion pour le Québec et ses régions,.
En 2024, en collaboration avec l'Université du Québec en Abitibi-Témiscamingue, il crée le Fonds François Gendron, qui vise à soutenir les étudiants dans les domaines des mines et de l’environnement.

## Publications
- 2021 : François Gendron, 42 ans de passion pour le Québec et ses régions[8], écrit en collaboration avec Samuel Larochelle

## Distinctions
- Commandeur d'office de l'Ordre national du mérite agricole (2012)
- Médaille de la présidence de l'Assemblée nationale (2013)[9]
- Médaille d'honneur de l'Assemblée nationale (2014)[10]
- Doctorat honoris causa de l'Université du Québec en Abitibi-Témiscamingue (15 juin 2019)
- Prix René-Chaloult, remis par le Cercle des ex-parlementaires de l'Assemblée nationale du Québec (2023)[11]

## Archives
Les archives relatives à François Gendron sont conservées auprès des organismes suivants:
- Assemblée nationale du Québec;
- Bibliothèque et Archives nationales du Québec - Centre d'archives de Montréal;
- Bibliothèque et Archives nationales du Québec - Centre d'archives de l'Abitibi-Témiscamingue et du Nord-du-Québec[12].